# University of Nebraska
De University of Nebraska (UNL), officieel University of Nebraska–Lincoln is een Amerikaanse openbare onderzoeksuniversiteit gevestigd in Lincoln in de staat Nebraska. De universiteit werd opgericht op 15 februari 1869.